# 胶东县 (北魏)
胶东县，中国古县名。
北魏时置，北齐省。隋朝时复置，改称潍水县（《新唐书》称滩水县）滩水县，又改称下密县（治所在潍坊市寒亭区河滩镇 ），属北海郡。唐朝贞观元年（627年），省胶东县入胶水县。